# تلمبه بارانی (سیرجان)
تلمبه بارانی روستایی در دهستان ملک‌آباد بخش گلستان شهرستان سیرجان استان کرمان ایران است.

## جمعیت
بر پایه سرشماری عمومی نفوس و مسکن در سال ۱۳۹۵ جمعیت این مکان ۲۴ نفر (۷خانوار) بوده‌است.